# イオン札幌手稲駅前ショッピングセンター
イオン札幌手稲駅前ショッピングセンター（イオンさっぽろていねえきまえショッピングセンター）は、北海道札幌市手稲区前田に所在するイオン北海道運営の大型商業施設である。建設当初は建物はメルシャンが保有するメルシャン・プラースという名称で、核店舗として西友が運営する西友手稲店が入居する形であったが、その後土地建物も西友に譲渡されており、さらに2024年に西友の北海道内事業がイオン北海道に承継され、ショッピングセンターとしての施設名も現名称に変更されている。

## 概要
メルシャン・プラースは、三楽オーシャン（現メルシャン）札幌工場跡地に、1994年（平成6年）から1996年（平成8年）にかけて、札幌市の再開発事業「JR手稲駅北口地区優良建築物等整備事業」で整備されたメルシャンの大規模小売店舗用賃貸建築物であり、総事業費は約45.3億円。「手稲駅周辺地区交通結節点整備事業（札幌市の街路事業）」に先立って、手稲駅や手稲区役所などの各公共施設に空中歩廊（ペデストリアンデッキ）で連絡出来るよう整備された。
1996年（平成8年）4月29日に開業。開業当初の核店舗は西友手稲店であったが、2003年（平成15年）に土地建物もメルシャンから西友に譲渡された。その後も西友手稲店として営業を続け、2009年3月の西友岩見沢店（北海道岩見沢市）閉店後は日本最北端の西友店舗となっていた。
2024年4月2日に西友が北海道から撤退し、イオン北海道に北海道の店舗を継承する事を発表。これに伴い、2024年9月30日18時に閉店した。
店舗は2024年10月にイオン北海道に継承され、直営売場はシステムの入れ替え等のため休業するが、テナントは一部を除き営業を継続していた。
2024年12月14日にSC名称をイオン札幌手稲駅前ショッピングセンター、直営店舗名をイオン札幌手稲駅前店として総合スーパー（GMS）業態で開店。西友時代からの変更点として、売場として使用されていた1階の吹き抜け広場を「屋内ひろば」として改装し、休憩用の椅子や手稲山を模した遊具などが新設されたが、木製のからくり時計は引き続き設置されている。

## 沿革
- 1994年（平成6年）9月 - 札幌市再開発事業「JR手稲駅北口地区優良建築物等整備事業」認可[4]。
- 1996年（平成8年）
  - 3月 - メルシャン・プラースビル竣工[2]、「JR手稲駅北口地区優良建築物等整備事業」工事完了[4]。
  - 4月29日 - メルシャン・プラースとして、西友手稲店を核店舗とする形で開業[1][13]。
- 2003年（平成15年） - 土地建物がメルシャンから西友へ譲渡[6]
- 2024年（令和6年）
  - 9月30日 - 西友手稲店が閉店[8]
  - 10月1日 - イオン北海道が継承[9]。
  - 12月14日 - 西友の後継店舗として、イオン北海道運営の「イオン札幌手稲駅前ショッピングセンター」が開業[10]

## フロア構造
| 階 | フロア概要                                                             |
| -- | ---------------------------------------------------------------------- |
| RF | 駐車場（閉鎖中）                                                       |
| 3F | GiGOイオン札幌手稲駅前ショッピングセンター、駐車場                     |
| 2F | イオン札幌手稲駅前店、専門店街、JR手稲駅・手稲区役所等連絡通路、駐車場 |
| 1F | イオン札幌手稲駅前店、専門店街、フードコート                           |

### 主なテナント
- イオン札幌手稲駅前店
- セリア手稲店
- くまざわ書店手稲店
- GiGOイオン札幌手稲駅前ショッピングセンター[注 3]

### 過去のテナント
- 西友手稲店
- スガイディノス札幌手稲[注 4]

### ギャラリー

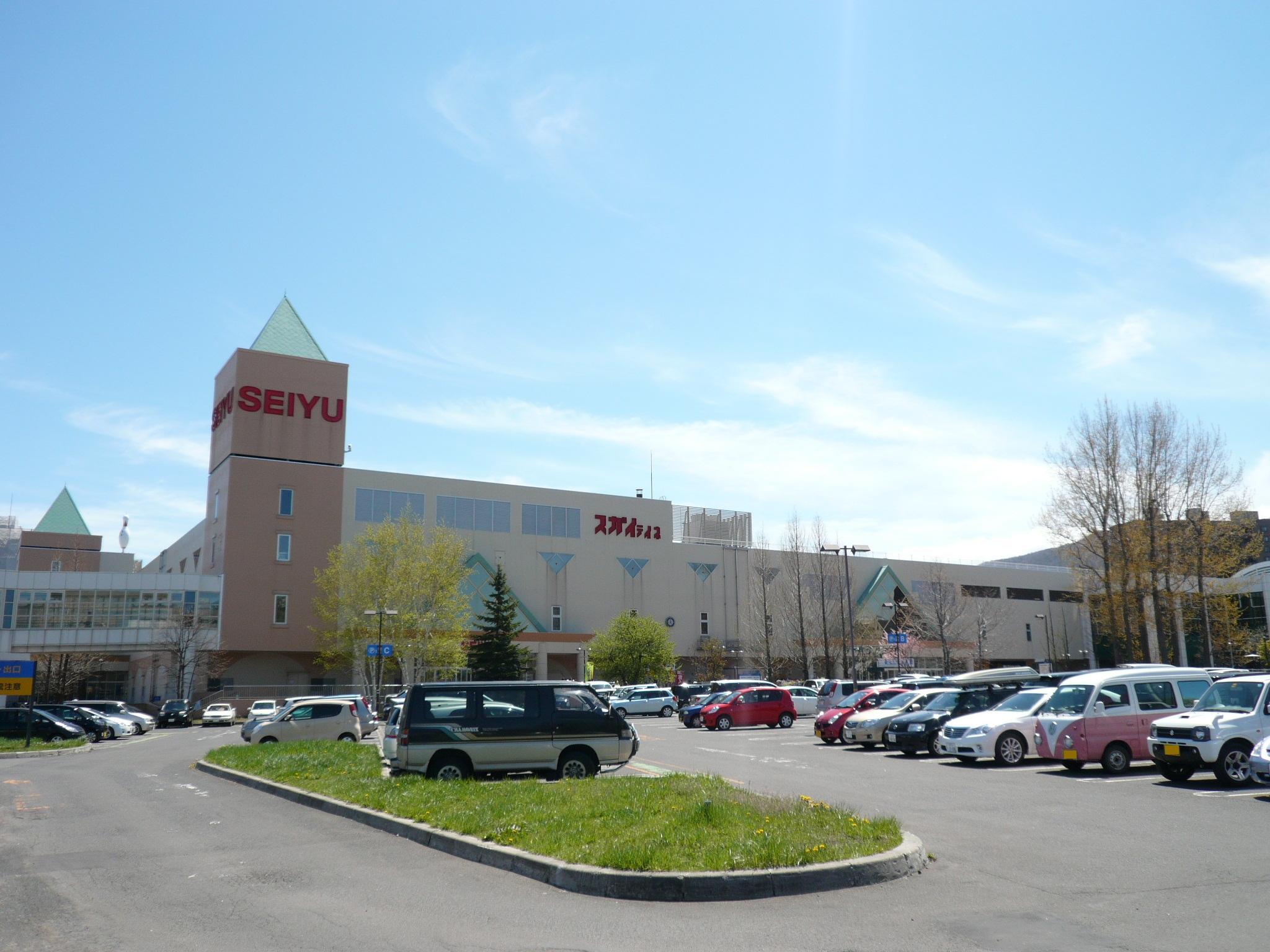
手稲駅口（2011年5月　当時は西友手稲店）
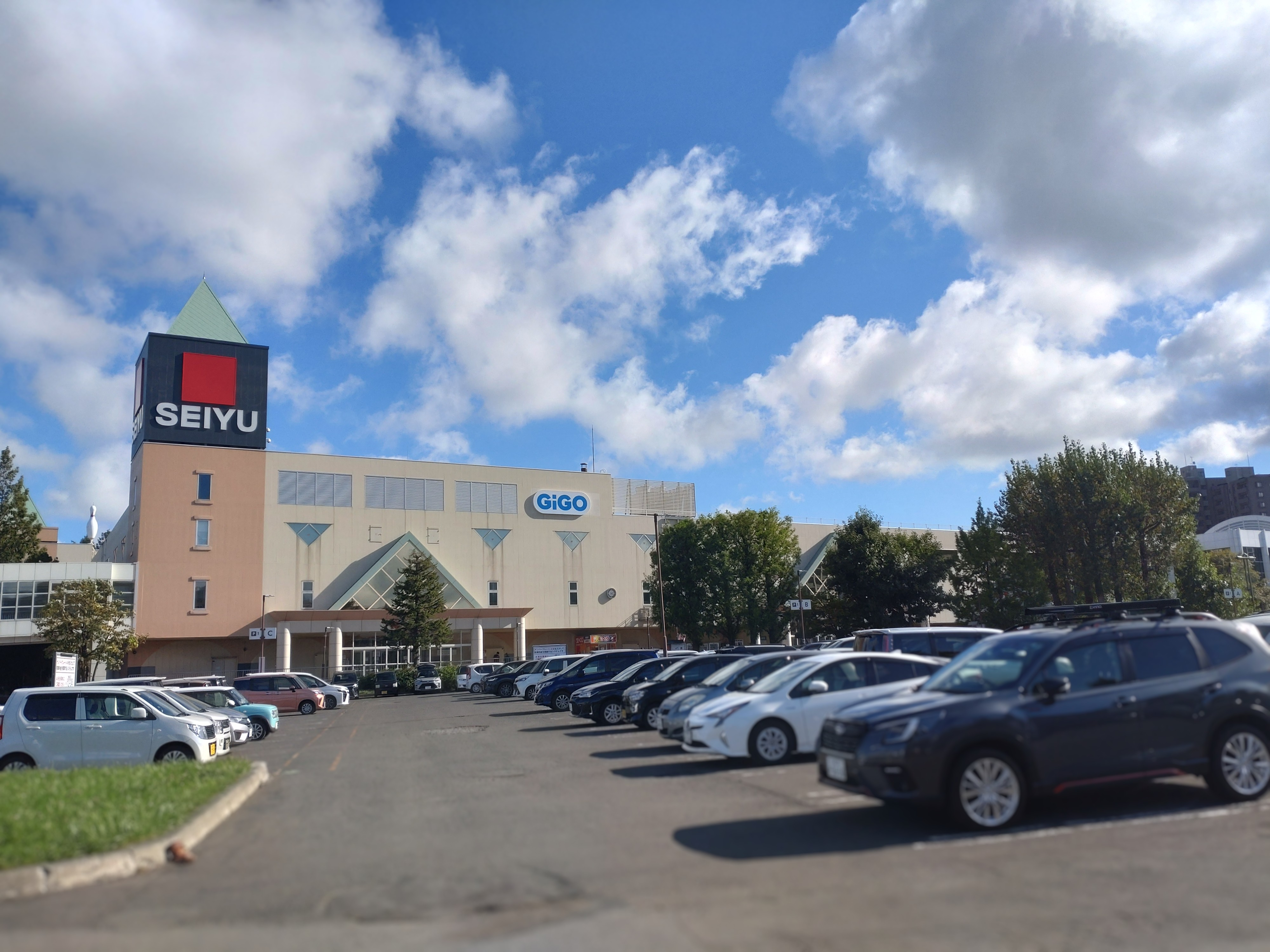
手稲駅口（2024年9月　当時は西友手稲店）
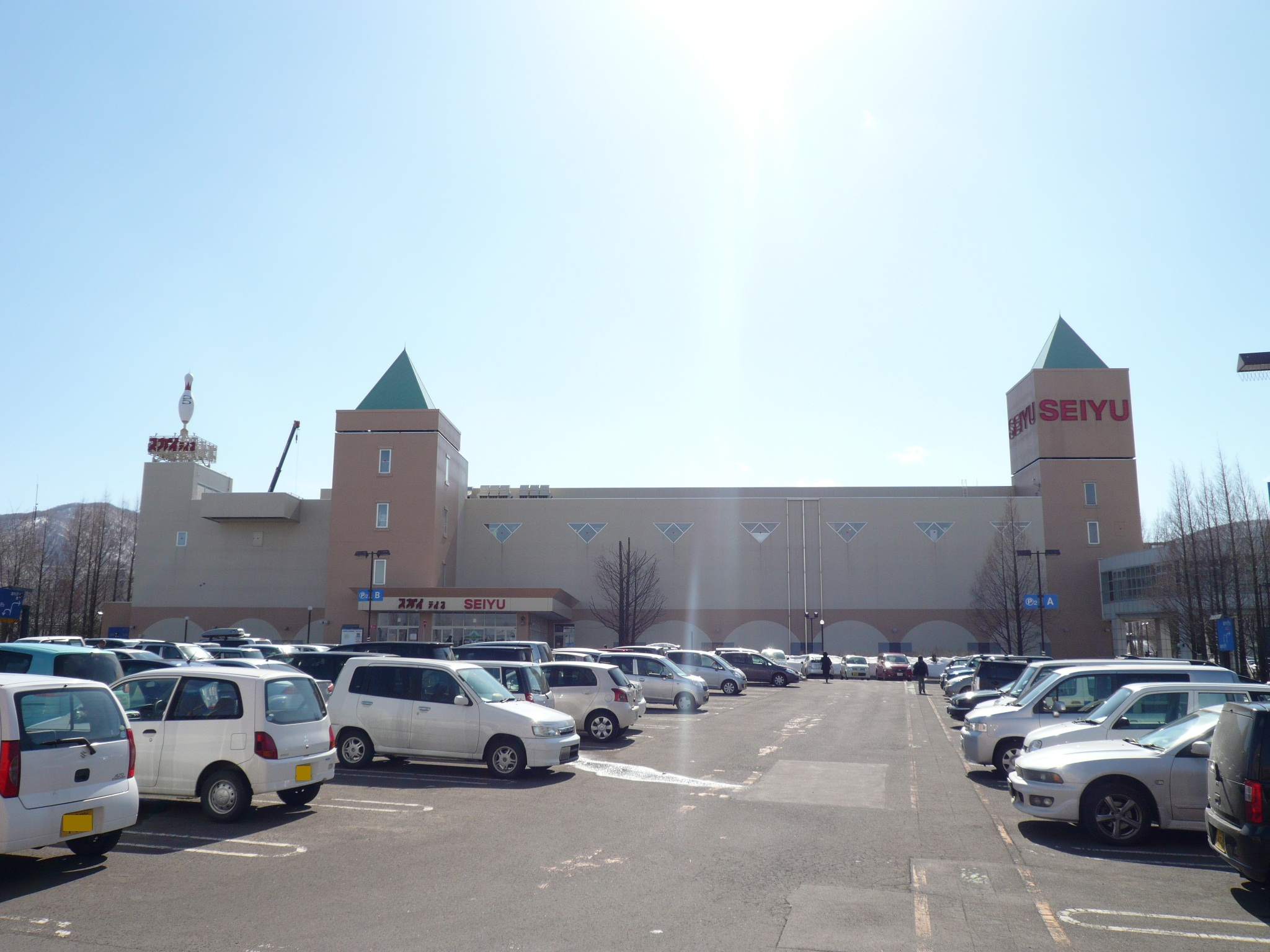
正面口（2011年3月　当時は西友手稲店）
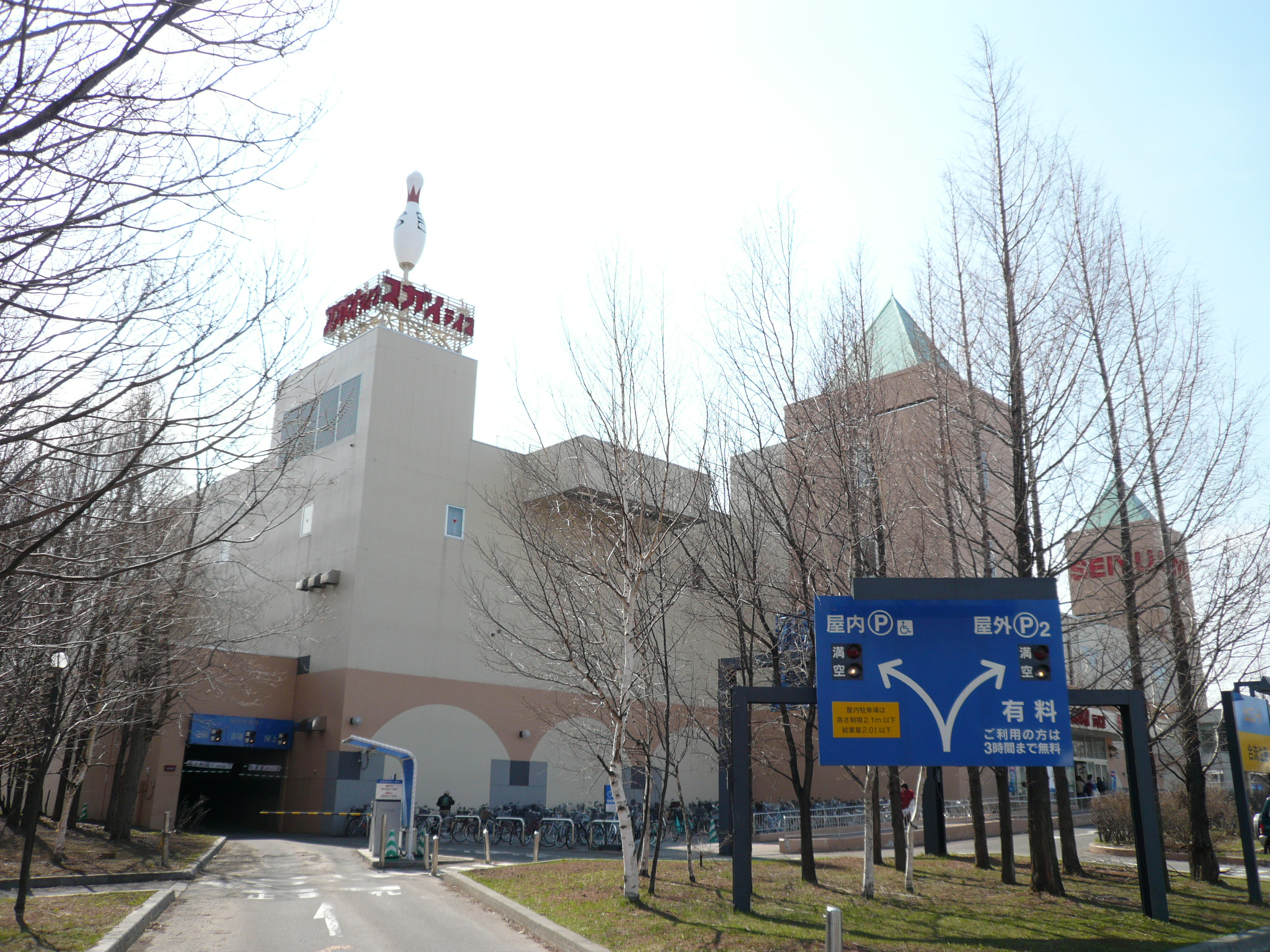
屋内駐車場入口（2011年4月） 屋上駐車場は閉鎖中。
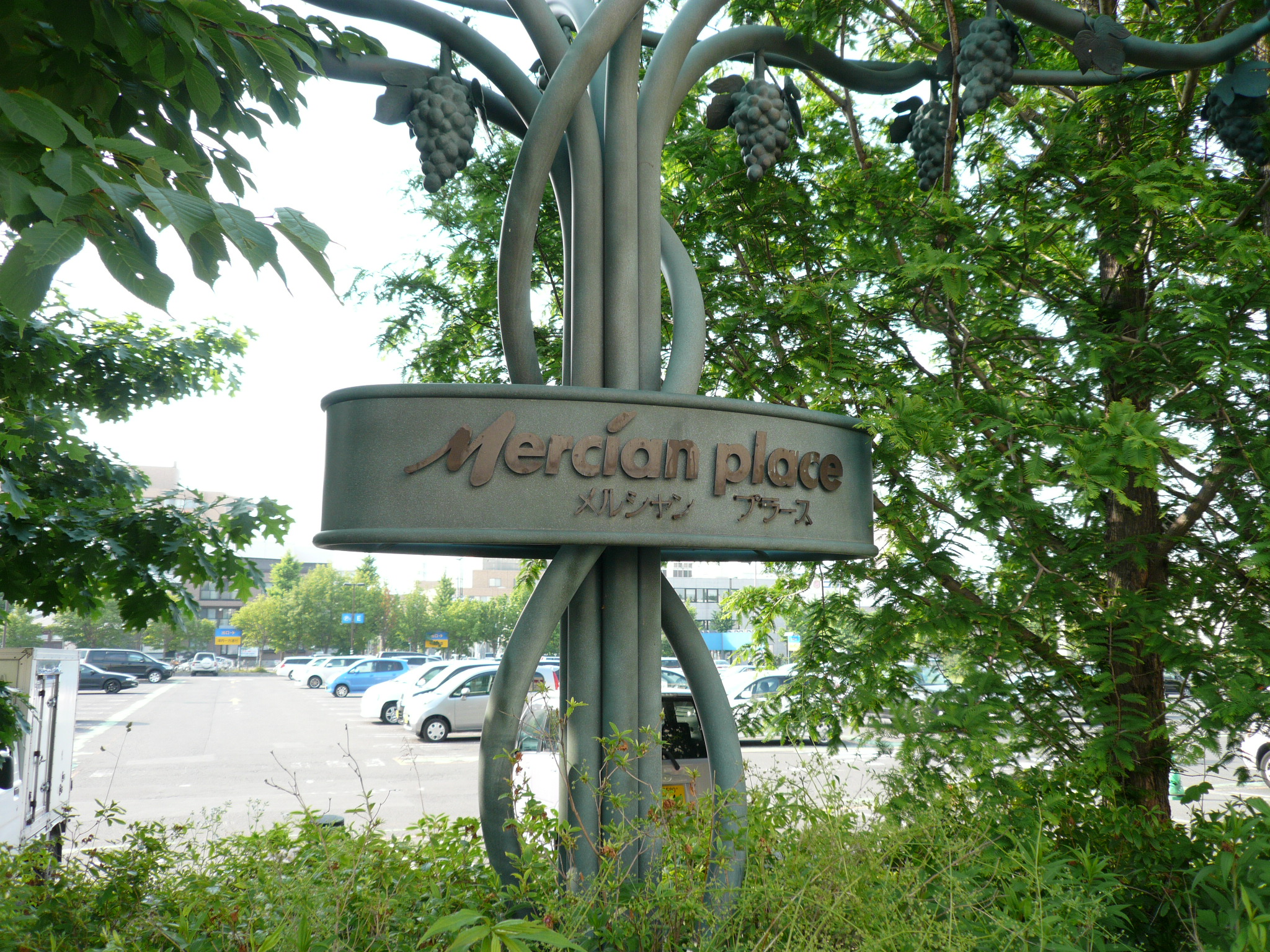
メルシャン・プラースビルモニュメント（2011年6月）
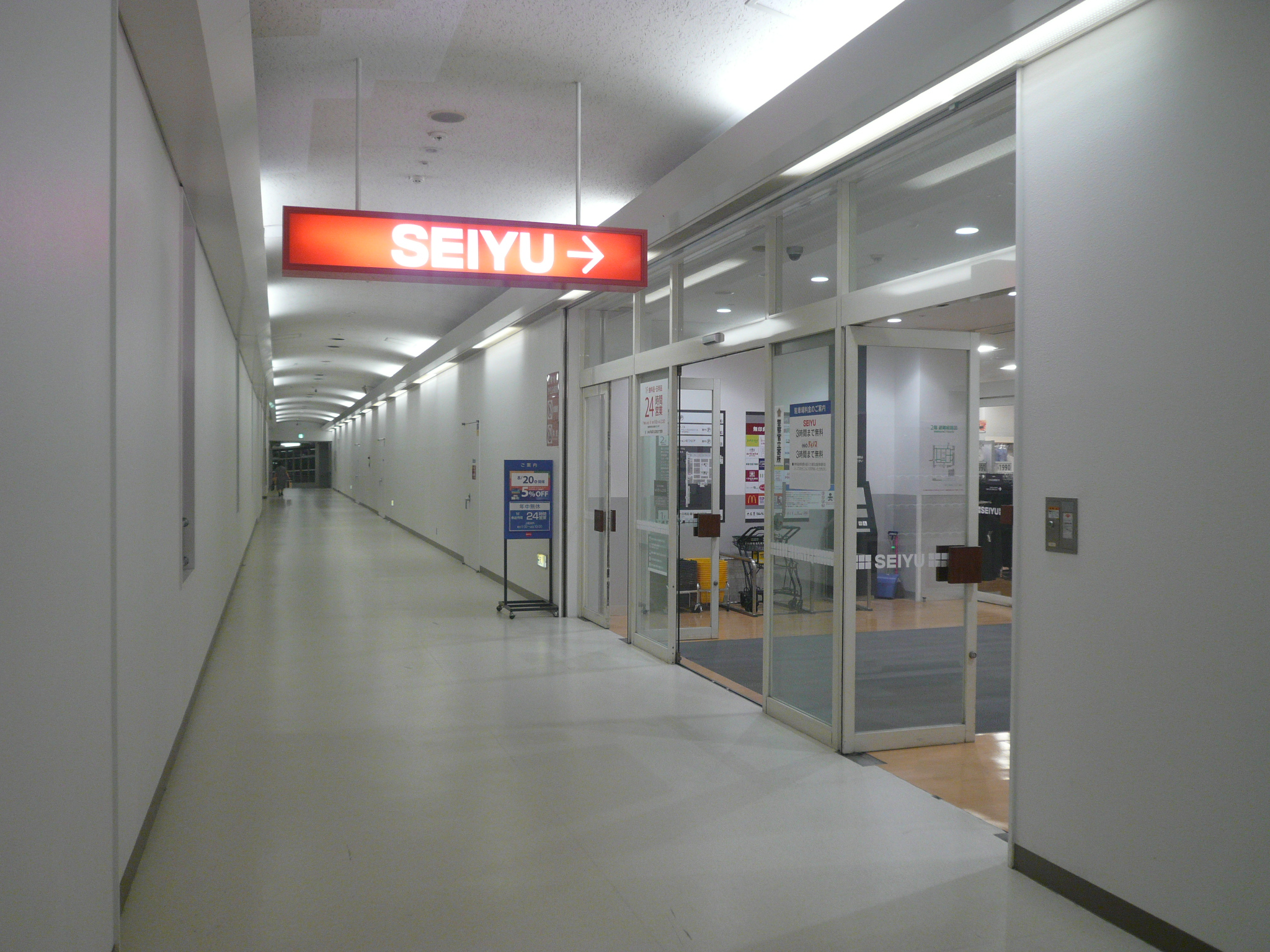
2階連絡通路 西友手稲店入口（2013年8月） 写真奥は手稲区役所方向（直結）

## 周辺
- 北海道道44号石狩手稲線（石狩手稲通）

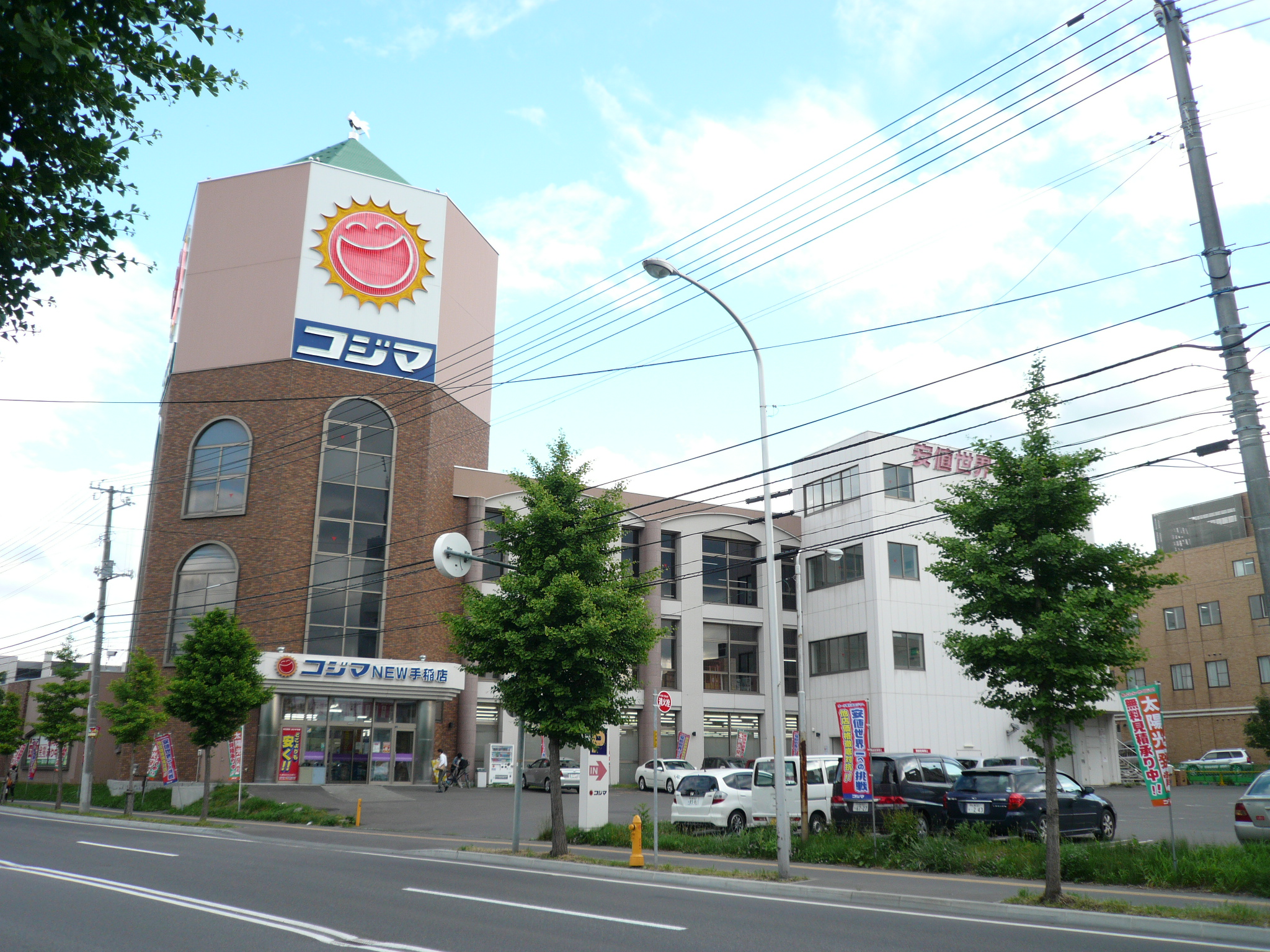
旧コジマNEW手稲店（2011年7月）

- 北海道旅客鉄道（JR北海道）函館本線手稲駅（直結）
- 札幌市手稲区役所（直結）
- キテネビル（直結）
- 手稲ステーションホテル（直結）
- 手稲駅前郵便局
- 札幌市農業協同組合（JAさっぽろ）手稲支店・西経済センター
- 北洋銀行手稲中央支店
- 手稲渓仁会病院（医療法人渓仁会本部ビル（旧コジマNEW手稲店）の塔屋は、当施設と同様の意匠になっている）

## 交通機関
鉄道

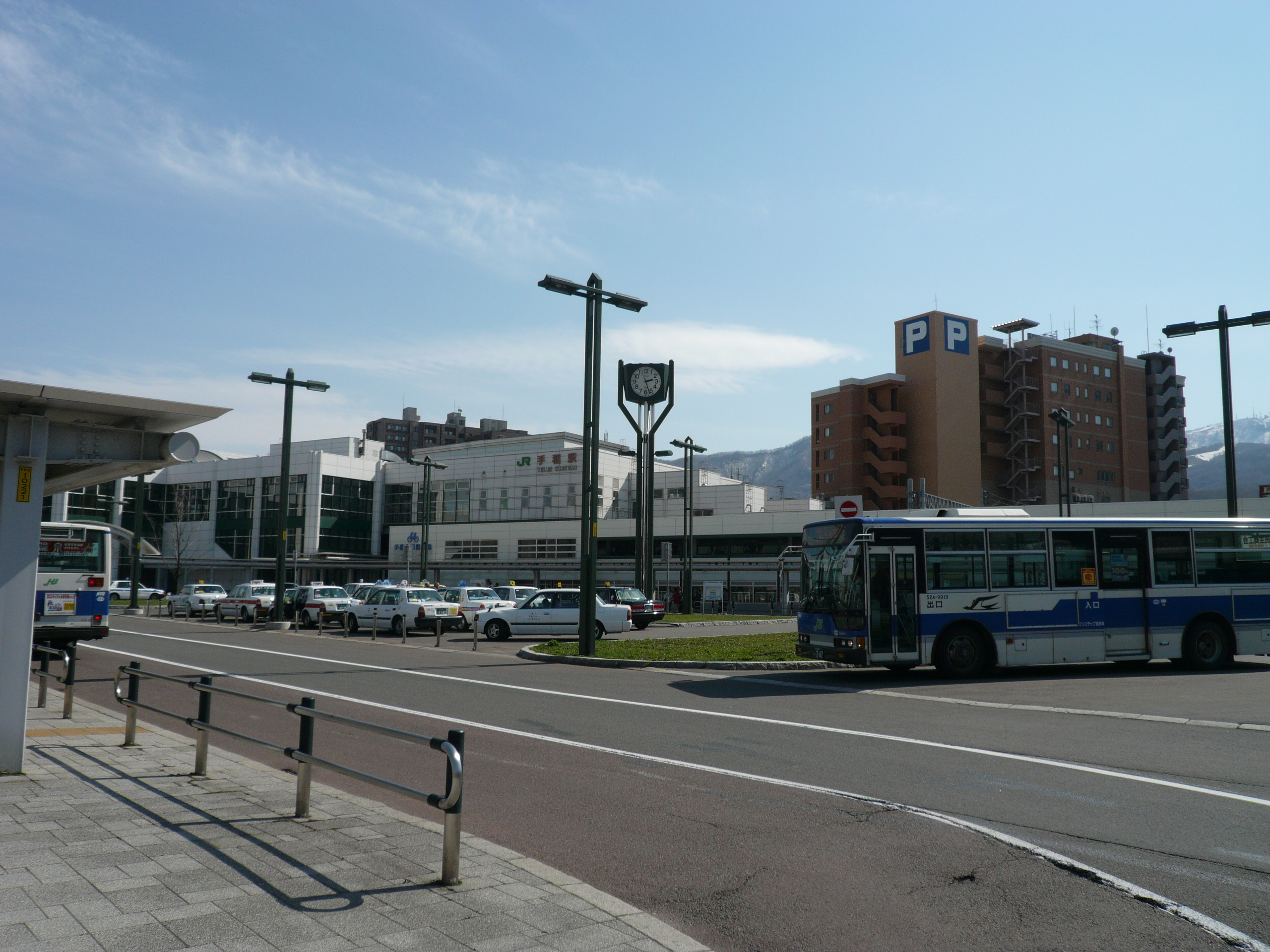
JR手稲駅（北口ターミナル）

- 北海道旅客鉄道（JR北海道）函館本線手稲駅直結（2階）。

路線バス
- ジェイ・アール北海道バス（札樽線）、北海道中央バス（石狩営業所）「手稲駅北口」停留所から徒歩1分。